# Mark-Aurel-Säule

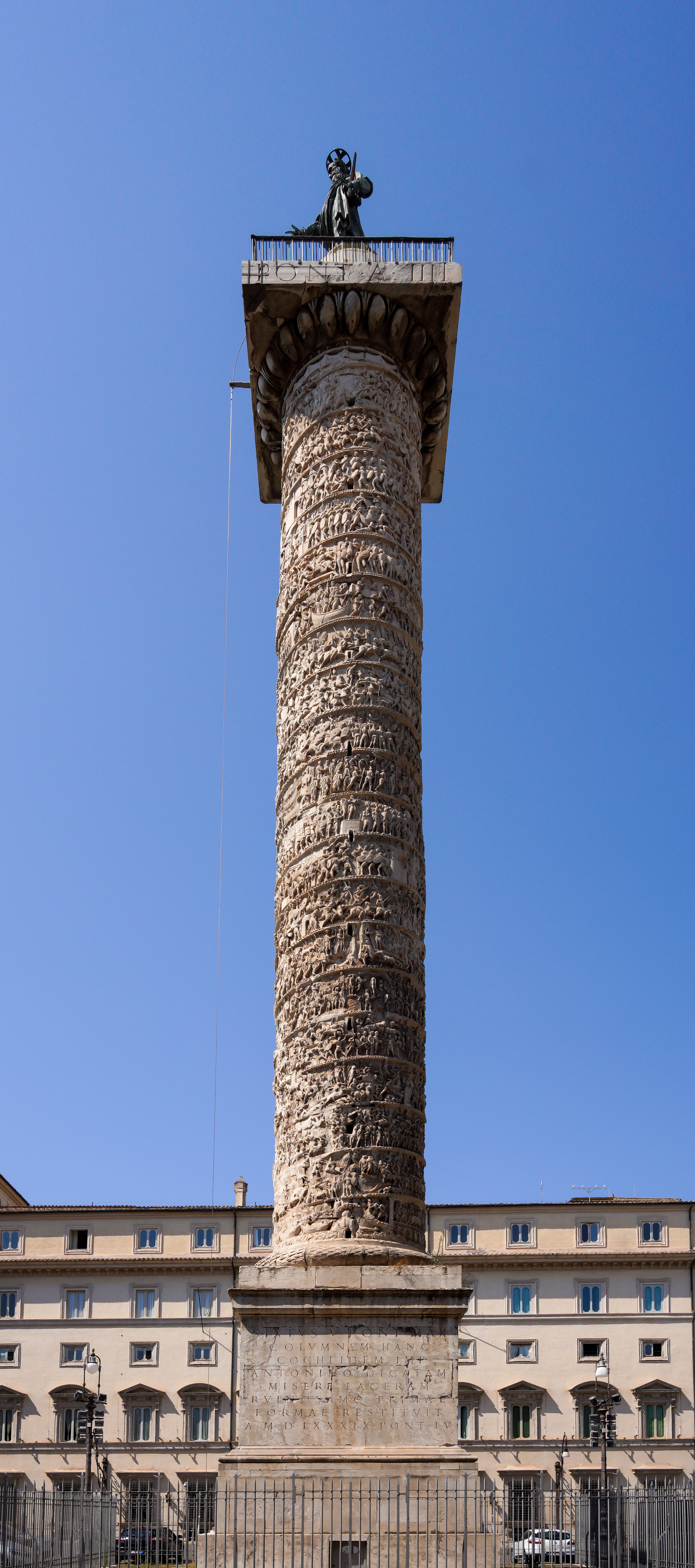
Mark-Aurel-Säule auf der Piazza Colonna

Detaillierte Ansicht der Mark-Aurel-Säule

Die Mark-Aurel-Säule, häufig auch Marcussäule (vollständiger antiker Name: Columna Centenaria Divorum Marci et Faustinae), ist eine römische Ehrensäule, die zu Ehren des römischen Kaisers Mark Aurel errichtet wurde. Die mit einem spiralförmig angebrachten Reliefband versehene dorische Säule steht noch heute an ihrem ursprünglichen Platz auf der nach ihr benannten Piazza Colonna in Rom. Sie wurde nach dem Vorbild der etwa 80 Jahre älteren Trajanssäule erbaut.

## Datierung
Da die Sockelinschrift aufgrund der Restaurierungsmaßnahmen aus dem Jahre 1589 verloren ist, ist nicht sicher, ob der Bau der Säule noch zu Lebzeiten des Kaisers (anlässlich des Triumphes über Germanen und Sarmaten im Jahre 176) oder erst nach seinem Tod im Jahre 180 abgeschlossen wurde. Eine in der Nähe gefundene Inschrift bezeugt, dass die Säule im Jahre 193 fertiggestellt war.

## Standort
Die Säule stand und steht – bezogen auf das Rom der Kaiserzeit – auf dem nördlichen Marsfeld, ursprünglich zwischen einem Tempel für Hadrian (wohl dem Hadrianeum) und einem Tempel für Mark Aurel selbst, von dem keine Reste erhalten sind. In der Nähe befand sich auch der Verbrennungsplatz (ustrina), auf dem der Leichnam des Kaisers eingeäschert wurde.

## Säulenaufbau
Der Säulenschaft hat eine Höhe von 29,62 m, etwa 100 Fuß. Die gesamte Höhe beträgt 39,72 m. Allerdings fehlen dem heutigen Betrachter seit dem 16. Jahrhundert 3,86 m von dem ursprünglichen Sockel, die jetzt im Erdreich verborgen sind. Auf Befehl Papst Sixtus V. wurde im Jahre 1589 von Domenico Fontana die gesamte Säule restauriert, wobei sie auch dem damaligen Niveau der Stadt angepasst wurde. Die Reliefverzierungen des Sockels bestanden ursprünglich aus Siegesgöttinnen, die Girlanden trugen, und zur Via Flaminia gewandt die Darstellung einer Unterwerfung. Da sie mittlerweile offenbar im starken Maße zerstört bzw. unansehnlich geworden waren, wurden sie bei der Restaurierung entfernt. Der Papst ließ als Pendant zur Petrusstatue auf der Trajanssäule eine bronzene Statue des Apostels Paulus mit einem Schwert in der Hand oben auf die Plattform stellen. Ursprünglich befand sich hier eine fünf Meter hohe Statue von Mark Aurel, die jedoch gegen Ende des 16. Jahrhunderts bereits nicht mehr vorhanden war.
Die Säule weist außerdem Beschädigungen auf durch Metallräuber, die im Mittelalter die Bleidübel gewaltsam entfernten, mit denen die aufeinander sitzenden Segmente zusammengehalten wurden. Sie hinterließen große Löcher an der Außenseite, die man später wieder ausfugte. (Detailfoto)
Die Säule besteht aus 27 Marmorblöcken, die einst aus den Marmorsteinbrüchen von Carrara nach Rom geschafft wurden. Wohl noch in Carrara wurden die Blöcke, die jeweils einen Durchmesser von 3,70 m besitzen, ausgehöhlt, damit in der Säule eine Treppe errichtet werden konnte, auf der man nach oben auf die Plattform gelangen konnte. Ebenso wie bei der Trajanssäule wird dieser Treppenaufgang mit seinen 190 Stufen durch schmale, in das Relief integrierte Schlitze im Säulenmantel beleuchtet. Im Mittelalter war eine Besteigung der Säule so beliebt, dass man das Recht, für den Besuch der Säule Eintrittsgeld zu erheben, alljährlich an einen Meistbietenden versteigerte. Heute ist das Besteigen der Säule für die Öffentlichkeit nicht möglich.

## Reliefband

### Thema
Das in 23 Windungen spiralförmig aufsteigende, ursprünglich bemalte Bildrelief mit 116 Szenen, in denen Mark Aurel 62-mal auftaucht, wurde von mehreren Künstlern geschaffen. Dargestellt sind Ereignisse aus den Markomannenkriegen, die der Kaiser seit dem Jahr 166 bis zu seinem Tod in langwierigen und verlustreichen Feldzügen führte. Die Erzählung beginnt mit dem Übersetzen der Armee über die Donau, wahrscheinlich bei Carnuntum. Auf halber Höhe trennt die Darstellung einer Siegesgöttin die Episoden von zwei Feldzügen. Die genaue Chronologie der dargestellten Ereignisse ist umstritten, jedoch sind nach der gängigsten These in der unteren Hälfte die Feldzüge gegen die Markomannen und Quaden in den Jahren 172 und 173, in der oberen Hälfte die Erfolge des Kaisers über die Sarmaten in den Jahren 174 und 175 zu sehen.
Bei einem besonderen Ereignis, das dargestellt und auch historisch bezeugt ist, handelt es sich um das so genannte „Regenwunder im Quadenland“, bei dem nach römischer Propaganda ein Gott, veranlasst durch ein Gebet des Kaisers, die römischen Truppen aus Gefahr errettete. Die Christen verbanden dieses Wunder mit ihrem Gott.

### Art der Darstellung

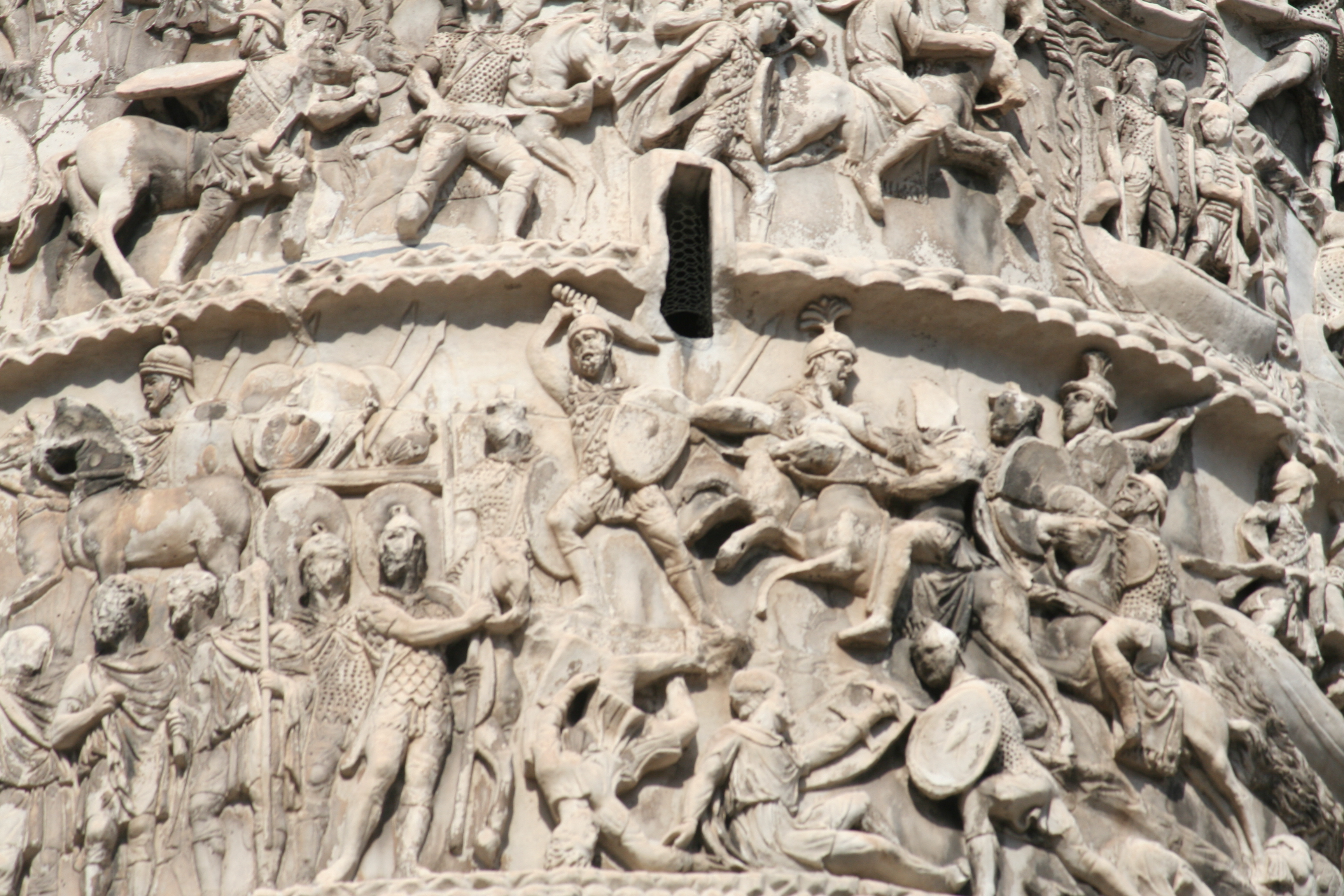
Detailansicht des Reliefs

Trotz vieler Gemeinsamkeiten mit der Trajanssäule ist die Art der Darstellung auf der Mark-Aurel-Säule eine ganz andere. Die auf Fernsicht angelegte Markussäule weist eine Relieftiefe von 9 Zentimetern auf, während man sich für die Trajanssäule, die durch die Lage zwischen der griechischen und der römischen Bibliothek auf dem Trajansforum auch in den oberen Segmenten von dort aus relativ gut anzusehen war, mit einem nur 4 Zentimeter tiefen Flachrelief begnügt hatte, dabei jedoch, „die Einzelheiten in ihrem informativen Reichtum individualisierend“ ausgestaltet hatte. Die Bilder der Mark-Aurel-Säule sind somit tiefer in den Stein eingeschnitten, wodurch der Hell-Dunkel-Kontrast für den Betrachter stärker hervortritt und dadurch das Dargestellte wesentlich plastischer und eindrucksvoller wirkt. Die Köpfe der dargestellten Figuren sind zudem unverhältnismäßig groß geraten, wodurch der Betrachter die Mimik der einzelnen Personen besser interpretieren kann.
Die Markomannenkriege waren für das römische Militär und die Zivilbevölkerung in den Provinzen sehr verlustreich. Die Siegessäule zu Ehren Mark Aurels, die auf die Darstellung römischer Größe, Macht und Kampfkraft gerichtet war, gibt die Grausamkeit und Unerbittlichkeit des kriegerischen Geschehens aber hauptsächlich in Abbildungen von Gewalt, Verzweiflung und Leid wieder, das die feindlichen „Barbaren“ durch den Krieg erdulden mussten. So zeigen die Reliefs Szenen von bis dahin unbekannter Brutalität. Es wird dargestellt, wie Dörfer niedergebrannt, Frauen und Kinder zusammengetrieben und verschleppt und gefangene Männer hingerichtet werden. All das spiegelt sich in den angstverzerrten und entsetzten Gesichtern der Opfer. Die Symbolsprache ist insgesamt drastisch und sehr expressiv und hinterlässt beim Betrachter der Säule eine ganz andere Wirkung als bei der Trajanssäule, auf der in nüchterner Bildsprache eine kühl durchorganisierte militärische Aktion gezeigt wird.
Der Kaiser ist als Protagonist meist losgelöst von seiner Umgebung dargestellt. In eindeutiger Bildsprache werden hier die kaiserliche Dominanz und Autorität hervorgehoben und seine Führerschaft herausgestellt: „Er beobachtet das Heer beim Flußübergang, beim Marsch, beim Kampf, bei Belagerungen. Er inspiziert die Reiterei, berät sich mit seinem Stab, erhält Botschaften und empfängt Gesandte. Marcus verhandelt mit Barbaren, nimmt kniefällige Unterwerfungen entgegen und lässt sich abgeschlagene Köpfe zeigen. Er hält Ansprachen ans Heer und opfert den Göttern.“
Die Säule wirkt auf den ersten Blick zwar etwas plumper als ihr Vorbild, man bemühte sich jedoch in stärkerem Maße, das Dargestellte dem Betrachter durch eine Vertiefung der Emotionen näher zu bringen. Die Künstler der Mark-Aurel-Säule wandten sich von der klassischen Ausgewogenheit der ersten Hälfte des 2. Jahrhunderts ab und betonten die Dramatik des Geschehens. Die Reliefs sind dementsprechend bereits eng verwandt mit denjenigen des kurze Zeit später errichteten Septimius-Severus-Bogens, in denen sich der typische dramatische Stil des 3. Jahrhunderts zeigt. Nach Ansicht mancher Forscher findet in den Reliefs der Mark-Aurel-Säule die beginnende Krise des Römischen Reiches, die sich im 3. Jahrhundert verschärfen sollte, ihren künstlerischen Ausdruck.
Da die Brutalität der dargestellten Szenen nicht zum Bild des „Philosophenkaisers“ Mark Aurel und seinen Selbstbetrachtungen zu passen scheint, ist immer wieder vorgeschlagen worden, die Errichtung der Säule seinem schlecht beleumundeten Sohn und Nachfolger Commodus zuzuschreiben. Gegen diese Interpretation spricht allerdings das völlige Fehlen des Thronfolgers in den Reliefs der Säule.

## Galerie

Hochauflösende Detailaufnahmen

## Abmessungen
- Höhe der Basis: 1,58 m[7]
- + Höhe des Säulenschafts: 26,49 m
  - Typische Höhe der Säulentrommeln: 1,559 m
  - Durchmesser des Säulenschafts: 3,78 m
- + Höhe des Kapitells: 1,55 m
- = Höhe der eigentlichen Säule: 29,62 m (≈ 100 römische Fuß)
- + Höhe des Piedestals: ≈ 10,1 m
- = Höhe der Säulenspitze über Grund: ≈ 39,72 m